# Pavillon de l'Horloge des Tuileries
Cet article concerne le Pavillon de l'Horloge du palais des Tuileries. Pour celui du palais du Louvre, voir Pavillon de l'Horloge du Louvre.
Le pavillon de l'Horloge des Tuileries constituait le pavillon central du Palais des Tuileries, à Paris. Commencé avec le Palais en 1564, sous l'impulsion de Catherine de Médicis, il fut plusieurs fois remanié au cours des siècles.
Il fut détruit lors de l'incendie du palais des Tuileries provoqué par les Communards en mai 1871.

## Annexe